# Kraftfahrzeugtechnisches Amt
Das Kraftfahrzeugtechnische Amt der DDR (KTA) – vorher: Kraftfahrzeugtechnische Anstalt der DDR – war eine staatliche Einrichtung für die Prüfungen gemäß Straßenverkehrs-Zulassungs-Ordnung und für weitere Maßnahmen zu einem sicheren und ökonomischen Straßenverkehr. 
Die Abkürzung KTA wurde in der DDR daneben auch für den sogenannten Kreistransportausschuss verwendet, eine staatliche Behörde, die den Bedarfsträgern (z. B. volkseigenen Betrieben) bestimmte Transportkapazitäten, aber auch Treibstoffkontigente zuwies.

## Aufgaben

### Kraftfahrzeugtechnische Anstalt 1953
Mit der Auflösung der Länder wurde eine neue Struktur hinsichtlich der Verantwortung für die Sicherheit im Straßenverkehr erforderlich. In dem Zusammenhang erfolgte die Errichtung der Kraftfahrzeugtechnischen Anstalt im Oktober 1953.
Die Gründung erfolgte „zur Sicherung des wirtschaftlichen Betriebes des gesamten Kraftfahrzeugparks der Deutschen Demokratischen Republik und zur Vereinheitlichung des Schätzwesens“.

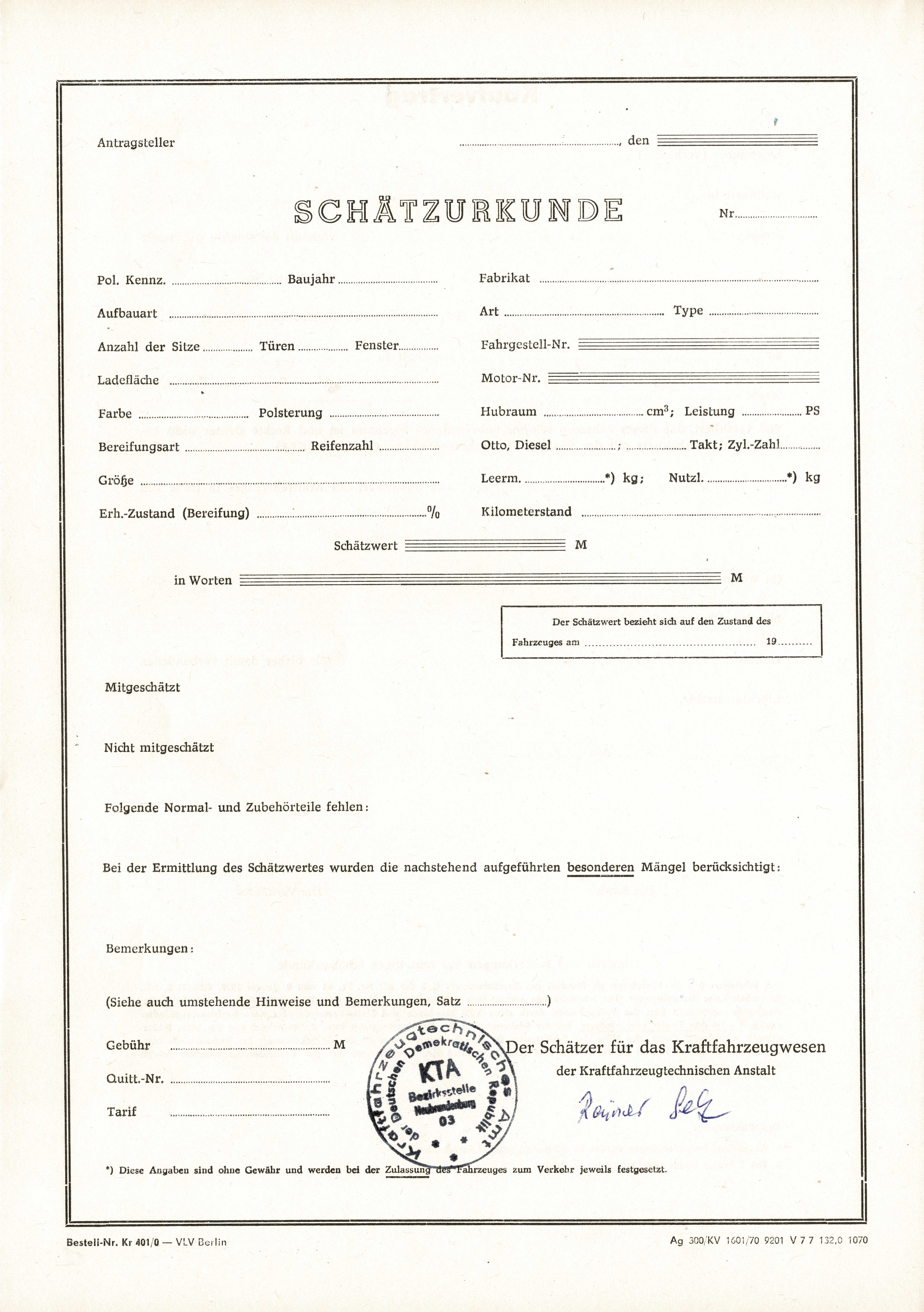
Schätzurkunde zur Wertermittlung eines Kfz durch das KTA
(hier: Bezirksstelle Neubrandenburg)

Der Fuhrpark in der DDR bestand acht Jahre nach dem Ende des Zweiten Weltkriegs überwiegend aus Kraftfahrzeugen und Anhängern der Vorkriegszeit ohne entsprechende Ersatzteile. Vergaser- und Dieselkraftstoffe waren knapp und zum Teil rationiert. Alternativen waren Flüssig- und Holzgas-Antriebe. Zur Senkung des Kraftstoffverbrauchs waren Vergaser- und Einspritzpumpen-Einstelldienste notwendig. Die Schätzpflicht war Voraussetzung für einen korrekten Kfz-Handel in der Wirtschaft. Der Private Pkw-Besitz war die Ausnahme.
Die Aufgaben der Kraftfahrzeugtechnischen Anstalt ergaben sich aus § 2 der Verordnung über die Errichtung einer Kraftfahrzeugtechnischen Anstalt in der DDR.
Die KTA hatte für die Entwicklung des Kraftverkehrs folgende Aufgaben:
- Vornahme von Typprüfungen an serienmäßig gefertigten Kraftfahrzeugen, Kraftfahrzeuganhängern und deren Bauteile sowie die Ausfertigung von Typscheinen für diese Fahrzeuge und Bauteile;
- Schätzungen von Kraftfahrzeugen und Kraftfahrzeuganhängern sowie Kraftfahrzeugteilen in den gesetzlich vorgeschriebenen Fällen;
- Koordinierung und Anleitung der Fahrschulen;
- Mitwirkung am internationalen Erfahrungsaustausch in der „XI. Kommission Kraftverkehr“ der OSShD – Organisation für die Zusammenarbeit der Eisenbahnen – Expertenberatung Fahrschulausbildung. Erarbeitung von Empfehlungsentwürfen zur Optimierung der Aus- und Weiterbildung.[2]

[Anmerkung: Mitgliedsländer in der XI. Kommission waren Bulgarien, China, ČSSR, DDR, Nordkorea, Kuba, Mongolei, Rumänien, UdSSR und Ungarn]
- Einregulierung von Verbrennungsmotoren auf einen wirtschaftlichen Kraftstoffverbrauch (Vergasereinstelldienst, Einspritzpumpeneinstelldienst),
- Abnahme und Überwachung von Kraftfahrzeugen und Motoren, zu deren Antrieb Gasanlagen verwendet werden,
- Abnahme und Überwachung von Gasheizungen für Kraftfahrzeuge,
- Abnahme und Überwachung von Kraftfahrzeugen und Motoren, die mit Ausweichkraftstoffen betrieben werden,
- fachtechnische Beratungen in allen kraftfahrzeugtechnischen Fragen.

### Kraftfahrzeugtechnisches Amt 1979 und 1988

#### Anordnung über das Kraftfahrzeugtechnische Amt vom 14. Februar 1979
Im Jahr 1979 wurde die Kraftfahrzeugtechnische Anstalt in ein Amt mit weiteren Befugnissen überführt. Zuvor gab es im Ministerium für Verkehrswesen (MfV) Bestrebungen, mit Gründung eines „Wissenschaftlich-Technischen Zentrum des Kraftverkehrs“ einschlägige Dresdner Institutionen – wie auch die KTA – zusammenzuführen. Die KTA-Bezirksstellen wären aufgelöst worden. Durch Initiative von Verantwortlichen in der KTA wurde ein Konzept zur Neuausrichtung der Prüf- und Genehmigungstätigkeiten erarbeitet. Darin ging es auch um die Rückübertragung derartiger Aufgaben aus dem Bereich der Hauptabteilung Verkehrspolizei des Ministeriums des Innern (MdI) an die KTA und ihre Bezirksstellen. Das war die Grundlage für den Erlass dieser Anordnung über das Kraftfahrzeugtechnische Amt der DDR durch das MfV in Abstimmung mit dem MdI.
Inzwischen hatte sich auch der Kraftverkehr 25 Jahre nach der Gründung der KTA hinsichtlich der Transportkapazität gegenüber dem Schienenverkehr stark erweitert. Der grenzüberschreitende Verkehr nahm zu. Vermehrt wurden Lastzüge, spezielle selbstfahrende Arbeitsmaschinen und Pkw auch aus der Bundesrepublik Deutschland, aus Schweden, Frankreich, Italien und weiteren westeuropäischen Staaten importiert.
Die allgemeine Schätzpflicht vor Verkauf privat zugelassener Pkw war 1977 aufgehoben worden. Die Bezirksstellen hatten nun freie Sachverständigen-Kapazitäten für die Prüfung und Erteilung von Einzelbetriebserlaubnissen, wie die Abnahmen von Pkw-Anhängern, die einzeln von Bürgern gefertigt wurden. Ursache dafür waren unzureichende Produktionskapazitäten der Hersteller.
In den Fahrschulen entwickelten sich lange Wartezeiten, sodass deren Anleitung und Kontrolle des KTA sich auf eine höhere Effektivität der Ausbildung durch Einsatz moderner Ausbildungsmittel konzentrierte.
„§ 1: Das KTA ist das Organ des Ministeriums für Verkehrswesen für die Wahrnehmung staatlicher Aufgaben auf den Gebieten:
- der technischen Sicherheit von Straßenfahrzeugen, die den Bestimmungen der StVZO unterliegen;
- des rationellen Kraftstoffeinsatzes;
- des Fahrschulwesens und
- der Richtwertbildung für gebrauchte Kfz

§ 2 (1) Das KTA hat weitere staatliche Aufgaben wahrzunehmen:
- Erarbeitung von Regelungen im Rahmen der Bau- und Betriebsvorschriften der StVZO sowie Mitwirkung bei der Bearbeitung internationaler und nationaler Rechtsvorschriften für den Bau und Betrieb von Straßenfahrzeugen,
- Gewährleistung einer den Rechtvorschriften der DDR entsprechenden Verkehrssicherheit bei zu importierenden Straßenfahrzeugen, Bau- und Zubehörteilen durch Erteilung von Zustimmungen zum Import vor Abschluss der Einfuhr- und Importverträge auf Antrag der Importbetriebe,
- Ermittlung und Festlegung der Kraftstoffsverbrauchsrichtwerte für Straßenfahrzeuge sowie Lösung weiterer technischer Grundsatzaufgaben zur Sicherung eines rationellen Einsatzes von Kraftstoffen; […]“

Weitere Aufgaben bezogen sich auf
- die Prüfung und Zulassung von Fahrzeugen entsprechend dem Europäischen Abkommen über die internationale Beförderung gefährlicher Güter auf der Straße (ADR) sowie über die internationale Beförderung leicht verderblicher Lebensmittel auf der Straße (ATP),
- die Arbeit der Technologischen Instandhaltungsnormung (TIN),
- die Analyse technischer Mängel an Fahrzeugen mit Einleitung entsprechender Maßnahmen und
- das Fahrschulwesen.

Neu war auch die Unterstützung von Rechtspflegeorganen durch das KTA im Rahmen seiner Aufgabenstellung bei der Untersuchung von Straftaten.
Der Direktor des KTA und die Leiter der Bezirksstellen führten ein Dienstsiegel.

#### Anordnung über das Kraftfahrzeugtechnische Amt vom 23. November 1988
Das Kraftfahrzeugtechnische Amt der DDR wurde 1988 in seinen Aufgaben der aktuellen Straßenverkehrsentwicklung angepasst.
Erstmalig wurde das KTA ermächtigt, die Interessen der DDR in internationalen Fachorganen für die Entwicklung internationaler Bestimmungen für den Bau, Betrieb und die Ausrüstungen von Straßenfahrzeugen zu vertreten.
Regelungen zur Koordinierung, Kontrolle oder Durchführung der Betriebserprobung im Zusammenhang mit der Erteilung der Betriebserlaubnis wurden getroffen.
Der Begriff „Gerichtsgutachten“ wurde definiert.
Für das Fahrschulwesen wurden zusätzliche Aufgaben gestellt:
- Erarbeitung von Ausbildungsplänen und -programmen für die Fahrschul-, Fahrlehreraus- und Weiterbildung,[7]
- Kontrolle der Fahrlehreraus- und -weiterbildung,
- Erteilung der Befugnis von Fahrlehrerprüfungen an spezielle Bildungseinrichtungen.

Die Aufgaben der bis 1953 tätigen amtlich anerkannten Sachverständigen einer Technischen Prüfstelle wurden mit Gründung der KTA durch deren ingenieurtechnisches Personal übernommen.
In § 3 Abs. 4 hieß es nun:
„Der Direktor des KTA ist befugt, die Anerkennung als ‚Sachverständige des KTA‘ zur Wahrnehmung von Aufgaben gemäß § 2 zu erteilen.“
Folgende Register/Verzeichnisse gab das KTA heraus:
- Register der erteilten Typscheine, Allgemeinen Betriebserlaubnisse (ABE) und Bauartgenehmigungen (BAG),
- Technische Kurzbeschreibungen (TKB) – Typblätter für alle genehmigten Fahrzeugtypen,[8]
- Verzeichnis der öffentlichen Fahrschulen und der Betriebsfahrschulen,
- Verzeichnis der vom KTA freigegebenen Ausbildungsmittel für Fahrschulen.

## Geschichte
In der Sowjetischen Besatzungszone und weiter mit Gründung der DDR erfolgten die Typprüfungen und die Prüfungen zur Erteilungen weiterer Betriebserlaubnisse von Technischen Prüfstellen der Länder der DDR einschließlich Ost-Berlin. Grundlage dafür war das Reichsgesetzblatt Teil I, S. 23, mit der Verordnung vom 6. Januar 1940 über Sachverständige für den Kraftfahrzeugverkehr.

### Vorgängerbehörden und -einrichtungen
- Bis 1945: Reichsstelle für Typprüfung von Kraftfahrzeugen und Kraftfahrzeugteilen in Berlin.
- Bis 1953 für Sachsen: Technische Prüfstelle der Technischen Hochschule Dresden.[9] Diese wurde am 7. Oktober 1961 zur Technischen Universität Dresden umgewidmet.

Die Prüfung der Befähigung zum Führen von Kraftfahrzeugen nach § 11 der StVZO (heute kurz: Fahrerlaubnisprüfung) wurde bereits in der Sowjetischen Besatzungszone der Deutschen Volkspolizei übertragen. Mit Errichtung der KTA übertrug ihr das Ministerium für Verkehrswesen als Äquivalent zur Fahrerlaubnisprüfung die Qualitätskontrolle der Fahrschulausbildung (Fahrschulüberwachung). Im Vergleich zu den Aufgaben des Kraftfahrt-Bundesamtes war dies eine zusätzliche staatliche Kontrolle zur Erhöhung der Verkehrssicherheit.
Die Technische Prüfstelle des Landes Sachsen war an die Technische Hochschule Dresden angeschlossen und übernahm einen Großteil der Prüfungen der DDR.

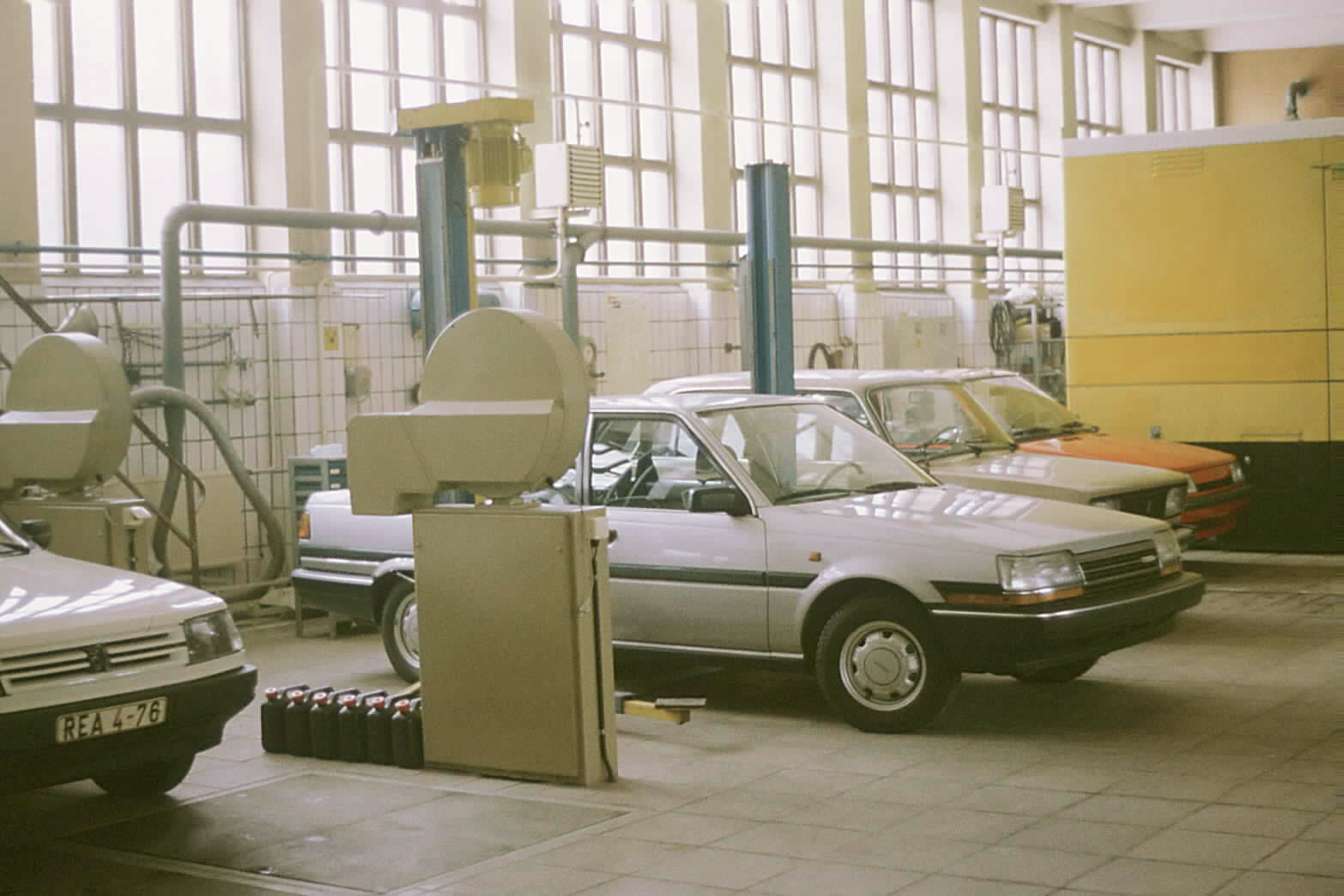
Prüfhalle mit Peugeot 309, 1988

Im Jahr 1917 wurde die Technische Prüfstelle bei der Mechanisch-Technischen Versuchsanstalt / Abt. Kfz- und Getriebeuntersuchung – Leitung Herrmann Scheit – gegründet. Der Hofrat und Professor schuf bereits 1906 weltweit den ersten Unterflur-Rollenprüfstand zur Prüfung von Gesamtfahrzeugen. Das war ein Jahr früher als die Gründung des Laboratoriums für Verbrennungskraftmaschinen und Kraftwagen durch Alois Riedler (Prof. Dr.-Ing.) an der damaligen Technischen Hochschule Berlin-Charlottenburg.

### Gründung der Kraftfahrzeugtechnischen Anstalt / Anordnung des Kraftfahrzeugtechnischen Amtes
Die Anstalt wurde am 9. November 1953 mit der Verabschiedung der Verordnung über die Errichtung einer Kraftfahrzeugtechnischen Anstalt der DDR gegründet und übernahm die Aufgaben der Technischen Prüfstellen der Länder.
Im gleichen Jahr erfolgte die räumliche Erweiterung der Technischen Prüfstelle der Technischen Hochschule Dresden als Leitstelle (in der Südvorstadt, Bernhardstraße 62). Weiterhin wurden 15 Bezirksstellen und zwei Nebenstellen gegründet. Die Bezirksstelle Dresden befand sich im Gebäudekomplex der Leitstelle.
Einige Jahre später wurde eine weitere Stelle für die technische Instandhaltungsnormung im Zentrum der Autoindustrie in Zwickau eingerichtet.
Gründungsleiter der Kraftfahrzeugtechnischen Anstalt wurde der aus Österreich stammende Gustav Kroh, der als Diplom-Ingenieur zwischen 1953 und 1960 tätig war. Bereits 1947 war er Leiter der Technischen Prüfstelle für den Kraftfahrzeugverkehr (Landesstelle Sachsen) an der Technischen Hochschule Dresden.
Folgende Bezirksstellen wurden errichtet (geordnet nach den Kfz-Kennzeichen):

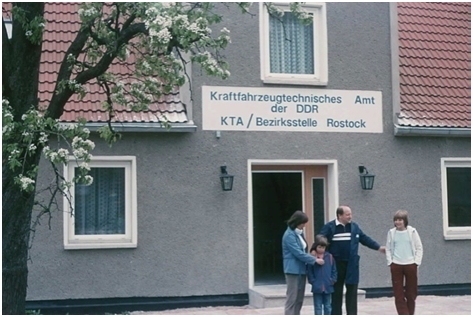
KTA-Bezirksstelle Rostock

A 0 Rostock – Nebenstelle Greifswald

B 0 Schwerin

C 0 Neubrandenburg – Sitz Neustrelitz

D 0 Potsdam

E 0 Frankfurt/Oder

H 0 Magdeburg

I 00 Berlin – Hauptstadt der DDR

K 0 Halle

L 0. Erfurt – Sitz Gotha

N 0 Gera

O 0 Suhl

R 0 Dresden – Nebenstelle Bautzen

S 0 Leipzig

T 0 Karl-Marx-Stadt – TIN Zwickau

Z 0 Cottbus
Im Jahr 1954 betrug die Mitarbeiteranzahl in der Zentralstelle etwa 20 und in den Bezirksstellen etwa 60. Sie stieg schrittweise bis zum Stichtag 9. November 1989 auf 190 Mitarbeiter.  1982 wurde in der Zentralstelle ein Prüfhallen-Neubau errichtet.

### Auflösung des KTA zur Wiedervereinigung
Bereits im März 1990 wurde u. a. durch die Vorarbeiten für den Einigungsvertrag konzipiert, dass das Ministerium für Verkehrswesen (MfV) in das damalige Bundesministerium für Verkehr (BMV) überging. Im Sinne einer Gewaltenteilung erhielt das KTA als Organ des MfV die Möglichkeit, durch Neugründung als GmbH für eine staatsentlastende Tätigkeit als private Prüforganisation für den Straßenverkehr tätig zu werden. Damit erhielt sie den gleichen Status wie die Technischen Überwachungsvereine (TÜV), die im Sinne einer Beleihung als Mittelbare Staatsverwaltung konkret als eine technische Prüforganisationen tätig sind.
Mit der Wiedervereinigung Deutschlands am 3. Oktober 1990 beendete das KTA seine Tätigkeit; 14 Mitarbeiter des KTA wurden vom KBA übernommen. Die übrigen Mitarbeiter wurden ab April 1990 in die am 21. März 1990 neugegründete GmbH TÜV Ost für Verkehrs- und Fahrzeugtechnik übernommen. Diese GmbH setzte sich aus acht Mitarbeitern des KTA als Gesellschafter zusammen. Sie zahlten ihre Stammeinlagen für das Stammkapital der Gesellschaft ein. Nach Änderung der Firmenbezeichnung am 22. Mai 1990 lautet diese DEKRA GmbH Kraftfahrzeugüberwachungsverein.
Am 22. Juli 1990 erfolgte die Abtretung der Geschäftsanteile aller Gesellschafter der GmbH. Das war die Voraussetzung für deren Fusion mit der DEKRA AG Stuttgart bei der Treuhandverwaltung – Berlin.
Die Gesellschafter erhielten ihre Stammeinlagen in ursprünglicher Höhe zurück. Das Ministerium für Verkehrswesen der DDR genehmigte die Gründung der Technischen Prüfstelle für die sechs östlichen Bundesländer (einschließlich Berlin) als DEKRA e. V. Dresden.

### Nachfolgeeinrichtungen in den neuen Bundesländern
Nach dem Tag der Deutschen Einheit 1990 waren 14 Beschäftigte des Kraftfahrzeugtechnischen Amtes der DDR (KTA) und zusätzlich eingestellte Mitarbeiter in den Bürogebäuden des Kraftfahrt-Bundesamtes (KBA) tätig. Die einzige Außenstelle (sogenannter ‚Dienstsitz‘) des KBA befand sich nun in Sachsen. Sie war mit Gründung zur Abteilung Fahrzeugtechnik nunmehr für die Durchführung des CoP-Q-Verfahrens verantwortlich.
Der übrige Teil und die ca. 900 inzwischen eingestellten Sachverständigen beim KTA sind für die Technische Prüfstelle des DEKRA e. V. Dresden tätig.
Die DEKRA investierte in 27 Niederlassungsgebäude mit entsprechender Prüftechnik und damals neuem Datenverbund zum Großrechner Stuttgart. Auch die Investition in die Mitarbeiter („Humankapital“) war für die Bewältigung der neuen Prüfaufgaben entscheidend.